# Joensuu Wolves
Gli Joensuu Wolves sono una squadra di football americano di Joensuu, in Finlandia, fondata nel 1985, chiusa nel 1996 e riaperta nel 2009.

## Dettaglio stagioni

### Tornei nazionali

#### Campionato

##### Naisten Vaahteraliiga
| Stagione | regular season | regular season | regular season | regular season | regular season | regular season | playoff | playoff | playoff | playoff | playoff | playoff   | playoff    |
|          | Vin            | Par            | Per            | Tot            | PF             | PS             | Vin     | Per     | Tot     | PF      | PS      | risultato | avversaria |
| -------- | -------------- | -------------- | -------------- | -------------- | -------------- | -------------- | ------- | ------- | ------- | ------- | ------- | --------- | ---------- |
| 2010     | 0              | 0              | 5              | 5              | 12             | 432            | -       | -       | -       | -       | -       | -         | -          |
| 2011     | 0              | 0              | 6              | 6              | 6              | 243            | -       | -       | -       | -       | -       | -         | -          |
| 2012     | 0              | 0              | 8              | 8              | 104            | 403            | -       | -       | -       | -       | -       | -         | -          |
| Totale   | 0              | 0              | 19             | 19             | 122            | 1078           | -       | -       | -       | -       | -       |           |            |

Fonti: Enciclopedia del Football - A cura di Massimo Mezzetti

##### Naisten I-divisioona
| Stagione | regular season | regular season | regular season | regular season | regular season | regular season | playoff | playoff | playoff | playoff | playoff | playoff   | playoff          |
|          | Vin            | Par            | Per            | Tot            | PF             | PS             | Vin     | Per     | Tot     | PF      | PS      | risultato | avversaria       |
| -------- | -------------- | -------------- | -------------- | -------------- | -------------- | -------------- | ------- | ------- | ------- | ------- | ------- | --------- | ---------------- |
| 2013     | 5              | 0              | 3              | 8              | 258            | 160            | 0       | 1       | 1       | 12      | 34      | Finale    | Porvoon Butchers |
| 2014     | 2              | 0              | 5              | 7              | 194            | 230            | -       | -       | -       | -       | -       | -         | -                |
| 2015     | 1              | 0              | 7              | 8              | 36             | 439            | -       | -       | -       | -       | -       | -         | -                |
| 2016     | 2              | 0              | 6              | 8              | 70             | 264            | -       | -       | -       | -       | -       | -         | -                |
| Totale   | 10             | 0              | 21             | 31             | 558            | 1093           | 0       | 1       | 1       | 12      | 34      |           |                  |

Fonti: Enciclopedia del Football - A cura di Massimo Mezzetti

##### II-divisioona
| Stagione | regular season | regular season | regular season | regular season | regular season | regular season | playoff | playoff | playoff | playoff | playoff | playoff   | playoff      |
|          | Vin            | Par            | Per            | Tot            | PF             | PS             | Vin     | Per     | Tot     | PF      | PS      | risultato | avversaria   |
| -------- | -------------- | -------------- | -------------- | -------------- | -------------- | -------------- | ------- | ------- | ------- | ------- | ------- | --------- | ------------ |
| 2010     | 3              | 0              | 2              | 5              | 156            | 95             | 0       | 1       | 1       | 6       | 52      | Wild Card | Lieto Oakmen |
| 2011     | 4              | 0              | 4              | 8              | 148            | 161            | -       | -       | -       | -       | -       | -         | -            |
| 2012     | 0              | 0              | 6              | 6              | 7              | 311            | -       | -       | -       | -       | -       | -         | -            |
| Totale   | 7              | 0              | 12             | 19             | 311            | 567            | 0       | 1       | 1       | 6       | 52      |           |              |

Fonti: Enciclopedia del Football - A cura di Massimo Mezzetti

##### Naisten II-divisioona
| Stagione | regular season | regular season | regular season | regular season | regular season | regular season | playoff | playoff | playoff | playoff | playoff | playoff    | playoff          |
|          | Vin            | Par            | Per            | Tot            | PF             | PS             | Vin     | Per     | Tot     | PF      | PS      | risultato  | avversaria       |
| -------- | -------------- | -------------- | -------------- | -------------- | -------------- | -------------- | ------- | ------- | ------- | ------- | ------- | ---------- | ---------------- |
| 2017     | 2              | 0              | 5              | 7              | 140            | 185            | -       | -       | -       | -       | -       | -          | -                |
| 2018     | 2              | 0              | 4              | 6              | 92             | 142            | -       | -       | -       | -       | -       | -          | -                |
| 2019     | 2              | 0              | 1              | 3              | 144            | 60             | 0       | 1       | 1       | 28      | 68      | Semifinale | Hyvinkää Falcons |
| Totale   | 6              | 0              | 10             | 16             | 376            | 387            | 0       | 1       | 1       | 28      | 68      |            |                  |

Fonti: Enciclopedia del Football - A cura di Massimo Mezzetti

##### III-divisioona (a 7 giocatori)
| Stagione | regular season | regular season | regular season | regular season | regular season | regular season | playoff | playoff | playoff | playoff | playoff | playoff   | playoff                  |
|          | Vin            | Par            | Per            | Tot            | PF             | PS             | Vin     | Per     | Tot     | PF      | PS      | risultato | avversaria               |
| -------- | -------------- | -------------- | -------------- | -------------- | -------------- | -------------- | ------- | ------- | ------- | ------- | ------- | --------- | ------------------------ |
| 2013     | 1              | 1              | 2              | 4              | 76             | 112            | ?       | ?       | ?       | ?       | ?       | ?         | ?                        |
| 2019     | 3              | 0              | 3              | 6              | 174            | 126            | 1       | 1       | 2       | 46      | 76      | Äijämalja | Kuusankoski Cowboys      |
| 2021     | 3              | 0              | 0              | 3              | 104            | 14             | 2       | 0       | 2       | 58      | 16      | Campioni  | Helsinki Wolverines Pink |
| 2022     | 5              | 0              | 1              | 6              | 156            | 68             | 1       | 1       | 2       | 44      | 52      | Äijämalja | Porvoon Teurastajat      |
| 2023     | 1              | 1              | 2              | 4              | 84             | 92             | 1       | 1       | 2       | 54      | 8       | Äijämalja | Porvoon Butchers II      |
| 2024     | 4              | 0              | 2              | 6              | 184            | 124            | 0       | 1       | 1       | 16      | 42      | Äijämalja | Porvoon Teurastajat      |
| Totale   | 17             | 2              | 10             | 29             | 778            | 536            | 5+?     | 4+?     | 9+?     | 218+?   | 194+?   |           |                          |

Fonti: Enciclopedia del Football - A cura di Massimo Mezzetti

##### IV-divisioona (a 7 giocatori)
| Stagione | regular season | regular season | regular season | regular season | regular season | regular season | playoff | playoff | playoff | playoff | playoff | playoff      | playoff                  |
|          | Vin            | Par            | Per            | Tot            | PF             | PS             | Vin     | Per     | Tot     | PF      | PS      | risultato    | avversaria               |
| -------- | -------------- | -------------- | -------------- | -------------- | -------------- | -------------- | ------- | ------- | ------- | ------- | ------- | ------------ | ------------------------ |
| 2015     | 2              | 0              | 3              | 5              | 106            | 106            | 0       | 2       | 2       | 24      | 68      | Quarto posto | Helsinki Wolverines Pink |
| 2016     | 5              | 0              | 1              | 6              | 205            | 56             | 1       | 1       | 2       | 20      | 42      | Äijämalja    | Rusko Mayhem             |
| Totale   | 7              | 0              | 4              | 11             | 311            | 162            | 1       | 3       | 4       | 44      | 110     |              |                          |

Fonti: Enciclopedia del Football - A cura di Massimo Mezzetti

### Riepilogo fasi finali disputate
| Anno               | Luogo   | Evento                | Fase del torneo      | Incontro                                  | Risultato |
| 15 agosto 2010     | Lieto   | II-divisioona         | Wild Card            | Lieto Oakmen - Joensuu Wolves             | 52 - 6    |
| 10 agosto 2013     | Porvoo  | Naisten I-divisioona  | Finale               | Porvoon Butchers - Joensuu Wolves         | 34 - 12   |
| 1º agosto 2015     | Rusko   | IV-divisioona         | Finale 3º - 4º posto | Helsinki Wolverines Pink - Joensuu Wolves | 28 - 18   |
| 28 agosto 2016     | Rusko   | IV-divisioona         | Äijämalja            | Rusko Mayhem - Joensuu Wolves             | 30 - 0    |
| 7 luglio 2019      | Joensuu | Naisten II-divisioona | Semifinale           | Joensuu Wolves - Hyvinkää Falcons         | 28 - 68   |
| 7 settembre 2019   | Kouvola | III-divisioona        | Äijämalja            | Kuusankoski Cowboys - Joensuu Wolves      | 50 - 18   |
| 4-5 settembre 2021 | Liperi  | III-divisioona        | Äijämalja            | Joensuu Wolves - Helsinki Wolverines Pink | 32 - 8    |
| 13 agosto 2022     | Porvoo  | III-divisioona        | Äijämalja            | Porvoon Teurastajat - Joensuu Wolves      | 38 - 14   |
| 26 agosto 2023     | Porvoo  | III-divisioona        | Äijämalja            | Porvoon Butchers II - Joensuu Wolves      | 38 - 0    |
| 25 agosto 2024     | Porvoo  | III-divisioona        | Äijämalja            | Porvoon Teurastajat - Joensuu Wolves      | 42 - 16   |

## Palmarès
- 1 III-divisioona (2021)